# Zapatoca (ort)
Zapatoca är en ort i Colombia.   Den ligger i departementet Santander, i den centrala delen av landet, 260 km norr om huvudstaden Bogotá. Zapatoca ligger 1 696 meter över havet och antalet invånare är 6 052.
Terrängen runt Zapatoca är bergig söderut, men norrut är den kuperad. Runt Zapatoca är det ganska tätbefolkat, med 60 invånare per kvadratkilometer. Närmaste större samhälle är San Vicente de Chucurí, 17,3 km väster om Zapatoca. Omgivningarna runt Zapatoca är en mosaik av jordbruksmark och naturlig växtlighet.